# Baskiens herrlandslag i fotboll
Baskiens herrlandslag i fotboll representerar Baskien (Autonoma regionen Baskien, Navarra och Iparralde (Franska Baskien)) i fotboll på herrsidan. Laget är inte med i Fifa eller Uefa och är därmed begränsade till att spela träningsmatcher eller i mindre turneringar. Bland annat spelar laget regelbundet matcher eller (vänskaps)turneringar mot Katalonien.